# 武士道セブンティーン
『武士道セブンティーン』（ぶしどうセブンティーン）は、誉田哲也による日本の小説作品。
剣道に青春をかける対照的な少女の成長をユーモラスかつ爽やかに描く。前編に『武士道シックスティーン』、続編に『武士道エイティーン』及び『武士道ジェネレーション』がある。
本作で誉田は2009年 の第24回坪田譲治文学賞候補となる。

## あらすじ
スランプから脱した磯山香織はどうにか退部・退学を免れ、東松学園・高等部二年に進級した。剣道部にも田原美緒という有望な新人が入部し、試合に稽古、後輩への指導で、充実した日々を送っている。だがしかし、そんな彼女にも一つの気がかりあった。両親の復縁、再就職のため、転校先を告げずに神奈川県から福岡県に引っ越していった親友の甲本早苗の事である……
その早苗が選んだ転校先は、スポーツが盛んで、推薦により日本各地から有力選手を集める福岡南高校。西日本屈指の強豪である剣道部は、徹底的に合理化された稽古と、選手層の厚さを武器に、し烈な生存競争を部員に課し、優勝を至上命題とする。東松学園で剣を学んだ早苗は、あまりの環境の違いに困惑し、この学校に転校してきた事を転校早々に後悔し始めていた……
そんな窮屈な部活動の中で出会った自由奔放な同級生、黒岩伶那と早苗は交流を急激に深めてゆく。彼女はフランスからの帰国子女で、以前はフェンシングをしていたが、帰国後はフェンシングを習える教室が無かったため、かわりに剣道を学び始めた変わり者である。
彼女は理解の難しい武道の心得を廃して、剣道をフェンシングのように競技化したいという野望を、早苗に明るく語るが、武道の「あいまいさ」の良さを、言葉にしてレナに説明できない早苗は、前にも増して、自分の無力さを痛感してしまう……
心にもやもやを抱えていた早苗は相変わらず、香織に連絡を取らずにいたが、埼玉県で行われたインターハイで、ついに早苗と香織はついに顔を合わせた。そしてレナはかつての全中大会で香織を下した優勝者だと早苗は知らされる……
大会では、香織などかつての仲間らが、それぞれの個性を生かしながらも、東松学園らしさを表現している。結果だけみれば、東松学園より福岡南高校のほうが優秀な結果を残したと言えるが、自分達の剣道に、東松学園の剣道のような魅力があるのだろうか？自分が好きな剣道は、福岡南高校には無く、東松学園にある。そんな思いを早苗は一層強くしてゆく……
家庭では、父・甲本肇の能力を認めた企業より、資金提供の話が舞い込み、東京にも拠点を置いて活動する計画がある話を聞く。早苗が東松学園への再転校を具体的に考え始めるなか、彼女の苦境を知ってか知らずか、香織から一本の連絡が入った……
「あたしは元気だ…お前が福岡市民なのは承知しているが…横浜市市民秋季剣道大会に出場させてやるから、ありがたく思え恩に着ろ」
香織のぶっきらぼうな、思いやりに早苗は困惑するが、剣道部の顧問・吉野の許可を取り付けたあと、大会出場のための資格を満たすため、道場の名前を借りる事を快く承諾してくれた、桐谷を訪ねるため、早苗は初めて桐谷道場の門をくぐる……

## 登場人物
磯山 香織（いそやま かおり）
東松学園高等部・二年生。剣道部。新渡戸稲造の『武士道』を読んでも強くなれる気がしない。と、うそぶく、今どきらしくない女の子。
甲本 早苗（こうもと さなえ）
福岡南高校・二年生。両親が復縁したため、姓が西荻から甲本に戻る。福岡南と東松の剣道に対する姿勢の違いに苦悩する。
田原 美緒（たはら みお）
東松学園高等部・一年生。中等部時代の早苗の後輩。急成長する早苗に全く歯が立たなくなった悔しさから、高校に進学した後も剣道を続けるようになる。香織には子犬のようになついている。
黒岩 伶那（くろいわ れな）
福岡南高校・二年生。通称「レナ」。福岡南高校の有力選手。フランスからの帰国子女でフェンシングの経験者。磯山香織とは浅からぬ因縁がある。エキゾチックな美人。
小柴（こしば）
東松学園高等部・教員。女子剣道部の顧問。部員数は福岡南高校の四分の一という規模ながら、インターハイの個人の部に二人の選手を出場させる。
吉野（よしの）
福岡南高校・剣道部三班の顧問。無精ひげをだらしなく生やしたり、酒臭かったり、問題のある人物。剣の腕は確かで、自由奔放なレナでさえ、その指導には素直に従う。若い頃の武勇伝は東松学園の顧問、小柴が知るほどに有名。
桐谷 玄明（きりたに よしあき）
桐谷道場・道場主。剣道の達人。厳しく香織を指導する。剣道関係者からは、音読みして「げんめい」と呼ばれる事の方が多い。
磯山 憲介（いそやま けんすけ）
香織の父。警察官。選手として長く活躍したのち、勤務の傍ら助教として後進の指導をする。以前に比べ、香織との関係は改善されてきている。
西荻 緑子（にしおぎ みどりこ）
早苗の姉。高校卒業後は大学に進学せずモデルの仕事に専念する。仕事のため福岡の家族と離れて東京で暮らし、姓も甲本ではなく以前のまま西荻と名乗っている。彼氏の岡巧とは、訳あって別れている。
蒲生 辰二郎（がもう たつじろう）
蒲生武具店・店主。通称「たつじい」。香織を暖かく見守る。
甲本 肇（こうもと はじめ）
早苗の父親。別れた妻と復縁し、福岡の大学に講師として招かれる。開発を進める指静脈認証システムが、さる企業と大学の産学共同プロジェクトとして実を結ぶ。
サワタニ（さわたに）
桐谷の内弟子。早苗には「全日本剣道選手権大会で優勝した原田悟似のイケメン」と評される。

## 書籍情報
- 単行本：2008年7月14日発売[2]、文藝春秋、ISBN 978-4-16-327190-3
- 文庫本：2011年2月10日発売[3]、文春文庫、ISBN 978-4-16-778003-6

## その他
万城目学による書評